# Кевін може піти на ***
Кевін може піти на *** (Kevin Can F**k Himself) — американський телевізійний серіал в жанрі чорної комедії, створений Валері Армстронг, яка також є виконавчою продюсеркою. Серіал розгортається у Вустері, штат Массачусетс, і досліджує життя Еллісон МакРобертс (яку грає Енні Мерфі), жінки, яка намагається змінити своє життя на тлі нещасливого шлюбу зі своїм чоловіком Кевіном, нечутливим, неамбіційним чоловіком-дитиною. У шоу представлені контрастні точки зору її досвіду: стереотипна дружина ситкому, коли Еллісон зі своїм чоловіком Кевіном, показана багатокамерною зйомкою та закадровим сміхом, і як жінка, яка рухається важким особистим шляхом, знята в режимі однієї камери в похмурих тонах більш характерних для телевізійних драм.
Перші два епізоди були доступні на AMC+ 13 червня 2021 року, а прем'єра серіалу відбулася на AMC 20 червня 2021 року. У серпні 2021 року серіал було продовжено на другий сезон.

## Акторський склад і персонажі

### Головні герої та героїні
- Енні Мерфі в ролі Еллісон Девайн-МакРобертс, жінки, яка прагне стати лідеркою у своєму житті.
- Мері Холліс Інбоден — Патрісія «Петті» Дейдр О'Коннор, сусідка МакРобертів, яка працює в салоні краси.
- Ерік Петерсен у ролі Кевіна МакРобертса, огидного, грубого й неосвіченого чоловіка Еллісон — за взірцем чоловіків у ситкомах CBS з Кевіном Джеймсом у головній ролі.[1][4] Він зовсім не звертає уваги на життя та діяльність Еллісон, коли вона знаходиться далеко від нього.
- Алекс Боніфер у ролі Ніла О'Коннора, друга Кевіна і брата Петті, який часто втягується в його інтриги. Ніл надзвичайно тупий і, як і Кевін, зовсім не звертає уваги на життя Петті.
- Браян Хоу — Пітер «Піт» МакРобертс, батько Кевіна. Він переважно робить їдкі коментарі.
- Реймонд Лі в ролі Семюела «Сем» Парка, старого друга Еллісон із середньої школи, який тепер володіє забігайлівкою, одружений; він і Елісон все ще відчувають почуття один до одного.

### Гості
- Джон Глейзер — Педді
- Браян Скалабрін у ролі самого себе
- Шон Ейвері в ролі самого себе

## Прийняття
Kevin Can F**K Himself має рейтинг схвалення 81 % на агрегатор рецензій сайта Rotten Tomatoes, грунтуючись на 58 відгуках з середньозваженими 6,86/10.
На Metacritic серіал має рейтинг 65 зі 100 на основі 23 відгуків критиків, що вказує на «загалом схвальні відгуки».